# Zarzouna (délégation)
Zarzouna est une délégation tunisienne dépendant du gouvernorat de Bizerte.
En 2004, elle compte 24 428 habitants dont 12 424 hommes et 12 004 femmes répartis dans 6 563 ménages et 6 876 logements.